# Матей, Илие
Илие Матей (рум. Ilie Matei; род. 11 июля 1960, Râșca, Сучава) — румынский борец греко-римского стиля, призёр Олимпийских игр, призёр чемпионатов Европы.

## Биография
Родился в д. Рышке, в детстве переехал в Сучаву, где начал заниматься борьбой.
В 1979 году победил на Балканских играх, в 1980 году — на чемпионате Балкан. Также в 1980 году занял пятое место на чемпионате Европы среди юниоров. В 1981 году стал победителем Универсиады. В 1982 году занял четвёртые места на чемпионате мира и Европы. В 1983 году победил на Гран-при Германии, завоевал бронзовую медаль чемпионата Европы, а на чемпионате мира остался пятым. В 1984 году остался четвёртым на чемпионате Европы и был третьим на Гран-при Германии.
На Летних Олимпийских играх 1984 года в Лос-Анджелесе боролся в категории до 90 килограммов (полутяжёлый вес) как в соревнованиях по греко-римской борьбе, так и по вольной борьбе. Участники турнира были разделены на две группы. За победу в схватках присуждались баллы, от 4 баллов за чистую победу и 0 баллов за чистое поражение. Когда в каждой группе определялись три борца с наибольшими баллами (борьба проходила по системе с выбыванием после двух поражений), они разыгрывали между собой места в группе. Затем победители групп встречались в схватке за первое-второе места, занявшие второе место — за третье-четвёртое места, занявшие третье место — за пятое-шестое места.
В греко-римской борьбе титул оспаривали 13 человек.
Никто из соперников по группе не доставил никаких сложностей Илие Матею. Однако в  финальной встрече со Стивом Фрейзером, Матей, лидируя почти всю схватку, уступил титул чемпиона олимпийских игр всего за сорок секунд до конца встречи, когда Фрейзер сумел заработать балл, поймав Матея в захват головы и переведя в партер. Во встрече была зафиксирована ничья, и судьи отдали победу Фрейзеру, который стал первым олимпийским чемпионом по греко-римской борьбе от США. Матей стал обладателем серебряной медали Игр.
| Выступление на Олимпийских играх 1984 года (GR) | Выступление на Олимпийских играх 1984 года (GR) | Выступление на Олимпийских играх 1984 года (GR) | Выступление на Олимпийских играх 1984 года (GR) | Выступление на Олимпийских играх 1984 года (GR) | Выступление на Олимпийских играх 1984 года (GR) | Выступление на Олимпийских играх 1984 года (GR) | Выступление на Олимпийских играх 1984 года (GR) |
| Круг                                            | Соперник                                        | Страна                                          | Результат                                       | Счёт                                            | Баллы                                           | Всего баллов                                    | Время схватки                                   |
| ----------------------------------------------- | ----------------------------------------------- | ----------------------------------------------- | ----------------------------------------------- | ----------------------------------------------- | ----------------------------------------------- | ----------------------------------------------- | ----------------------------------------------- |
| 1                                               | Хироси Хасэ                                     | Япония                                          | Победа                                          | 13-0 За явным преимуществом                     | 4                                               | 4                                               | 1:52                                            |
| 2                                               | Камаль Ибрагим                                  | Аргентина                                       | Победа                                          | 13-0 За явным преимуществом                     | 4                                               | 8                                               | 3:54                                            |
| Финал группы «B» (встреча 1)                    | Жан-Франсуа Кур                                 | Франция                                         | Победа                                          | Дисквалификация (пассивность)                   | 3                                               | 3                                               | 5:11                                            |
| Финал группы «B» (встреча 3)                    | Уве Закс                                        | Федеративная Республика Германии (1949—1990)    | Победа                                          | Дисквалификация (пассивность)                   | 3                                               | 6                                               | 5:10                                            |
| Финал                                           | Стив Фрейзер                                    | Соединённые Штаты Америки                       | Поражение                                       | 1-1 (по доп. критериям)                         |                                                 |                                                 | 6:00                                            |

В вольной борьбе титул оспаривали 16 человек. Илие Матей, проиграв первую встречу, с дальнейших соревнований снялся.
| Выступление на Олимпийских играх 1984 года (LL) | Выступление на Олимпийских играх 1984 года (LL) | Выступление на Олимпийских играх 1984 года (LL) | Выступление на Олимпийских играх 1984 года (LL) | Выступление на Олимпийских играх 1984 года (LL) | Выступление на Олимпийских играх 1984 года (LL) | Выступление на Олимпийских играх 1984 года (LL) | Выступление на Олимпийских играх 1984 года (LL) |
| Круг                                            | Соперник                                        | Страна                                          | Результат                                       | Счёт                                            | Баллы                                           | Всего баллов                                    | Время схватки                                   |
| ----------------------------------------------- | ----------------------------------------------- | ----------------------------------------------- | ----------------------------------------------- | ----------------------------------------------- | ----------------------------------------------- | ----------------------------------------------- | ----------------------------------------------- |
| 1                                               | Абдул Маджид                                    | Пакистан                                        | Поражение                                       | 12-0 За явным преимуществом                     | 0                                               | 0                                               | 3:37                                            |

В 1985 году был вторым на чемпионате Европы и пятым на чемпионате мира. В 1986 году победил на Гран-при Германии и стал бронзовым призёром чемпионата Европы. В 1987 году был четвёртым на Золотом Гран-при и Гала Гран-при FILA, вторым на Гран-при Германии, на чемпионате мира был только пятым, на чемпионате Европы шестым.
В 1987 году закончил карьеру. Окончил институт физкультуры в Сучаве, работал тренером и учителем физкультуры.